# Oxalis eriolepis
Oxalis eriolepis är en harsyreväxtart som beskrevs av Hugh Algernon Weddell. Oxalis eriolepis ingår i släktet oxalisar, och familjen harsyreväxter. Inga underarter finns listade i Catalogue of Life.